# SC Hansa 1898 Bremen
SC Hansa 1898 Bremen was een Duitse voetbalclub uit de stad Bremen.

## Geschiedenis
De club werd opgericht in 1898 en was in 1899 medeoprichter van de Bremer voetbalbond. In januari 1900 was Hansa ook een van de stichtende clubs van de Duitse voetbalbond. De club ging in de nieuwe Bremer competitie spelen en werd in het eerste seizoen zesde op negen clubs. Na het tweede seizoen trok de club zich terug en werd opgeheven.